# De Cock en moord à la carte
De Cock en moord à la carte is het drieëndertigste deel van de detectiveserie De Cock van de Nederlandse auteur Appie Baantjer.

## Verhaal
Terwijl rechercheur De Cock in een interessant gesprek is gewikkeld met de 17-jarige Rotterdammer Gert-Jan van Brunschoten, komt rechercheur Dick Vledder opgewonden binnenstormen. Hun aloude gebutste politiekever is vervangen door een luxere Volkswagen Golf. Na inspectie van de nieuwe bedrijfswagen hervat De Cock het gesprek met de breedsprakerige Gert-Jan, die zegt graag zelf rechercheur te willen worden. Zijn opa had een boekhandel, die zijn vader heeft overgenomen. Een familiebedrijf. Vorige week kwam een oudere dame, weduwe Donkersloot, de complete boekencollectie van haar onlangs overleden man aanbieden. Aan Gert-Jan de taak deze collectie te onderzoeken. Hij heeft in een van de boeken een menukaart gevonden van het hotel-restaurant Poort van Eden in Amsterdam. Op de achterkant staat in een priegelig handschrift geschreven dat de eigenaar van de boekencollectie, Hendrik Pieter Donkersloot op 19 juli met zijn oude Sauer-pistool drie maal had geschoten op Frederik van Ravensteijn. Hij had afgesproken hem 50.000 gulden te brengen maar omdat hij van zijn chanteur af wilde schoot hij hem dood. Het lijk dumpte hij vervolgens in de Prinsengracht. Op advies van zijn vader is hij rechtstreeks per trein afgereisd naar de bekendste Amsterdamse rechercheur, De Cock. Laatstgenoemde bevestigt vorig jaar juli het lichaam van Frederik met drie kogelgaten uit de Prinsengracht te hebben gehaald. De Cock geeft desgevraagd ook toe contact te hebben met auteur Baantjer, maar die gebruikt wel erg veel zijn fantasie. Hij vraagt Gert-Jan verder te gaan met het zoeken in de boekencollectie. Dick Vledder wil weten waarom hij zich het Prinsengracht-lijk niet kan herinneren. De Cock weet nog dat Vledder aan de Spaanse kust in de zon lag. Daarom was hij wel blij dat de moord naar de Narcotica-afdeling van de Amsterdamse politie ging.
Dick Vledder is opgetogen dat hij met zijn nieuwe bedrijfsauto naar de Molenlaan in Rotterdam Hillegersberg kan rijden. Bij het gezochte huisnummer is plaats om te parkeren en de Amsterdammertjes ontbreken tot opluchting van Vledder. Het gesprek met de weduwe levert de twee rechercheurs weinig op. Haar man is echt aan een plotselinge hartaanval overleden. Zelf vertrekt ze binnenkort naar een bejaardenhuis. Voor zaken kwam haar man twee of drie dagen per week in Amsterdam. Hij logeerde altijd in de Poort van Eden. Terugrijdend naar Amsterdam is Dick Vledder deze keer niet tevreden over de verhoortechniek van De Cock. Laatstgenoemde geeft zijn collega nog wat extra details. In de pers stond destijds vermeld dat er 2 kogels waren afgevuurd, een bewust leugentje van De Cock. En er is bij de sectie ook nog een 7,6 mm kogel uit Frederik van Ravenstein gepeuterd, een Sauer-kogel! Volgens De Cock kan Dick Vledder best gelijk hebben en ligt de moordenaar op het kerkhof. De Cock besluit er maar een cognackie op te nemen bij Smalle Lowietje. Lowie vertelt desgevraagd dat ook de Narcoticabrigade hem vorig jaar al wist te vinden toen Frederik pas dood was gevonden. Hij heeft de heren naar het centrum van de drugshandel gestuurd: ‘De Poort van Eden’.
Die avond laat zit opnieuw een Rotterdammer te wachten bij de recherchekamer aan de Warmoesstraat. Het is Evert-Hendrik Waterman. De Cock was vanmiddag nog bij zijn tante. Hendrik Pieter Donkersloot is dus zijn overleden oom, die hem zijn boekencollectie heeft beloofd. Zijn tante heeft bij de Rotterdamse politie aangifte gedaan van ontvreemding van de gehele collectie op de dag van de begrafenis. De twee rechercheurs hebben nu een lastige puzzel van het waarom van deze valse aangifte. De twee rechercheurs lopen naar de Keizersgracht ter hoogte van de Hartenstraat, waar de Poort van Eden is gevestigd. De Cock kent de oude directeur Heer Bourstange. De nieuwe directeur is Arnold van Beuningen. Maar bij hem weet De Cock weinig te bereiken. Vledder vertelt dat Donkersloot volgens het hotelregister in de Poort van Eden logeerde in de nacht van de moord op Frederik van Ravenstein. Rechercheur De Cock heeft naar aanleiding van een vorige zaak nog extra laten natrekken of Hendrik Pieter wel echt zelf in zijn graf ligt. Terug in Rotterdam belt Evert-Hendrik op dat zijn tante spoorloos is verdwenen.
Pieter Valenkamp is de bedrijfsleider van De Poort van Eden en komt een geheim en vertrouwelijk gesprek voeren op het politiebureau. De oude Bourstange heeft hem al aangesteld als bedrijfsleider. Inmiddels is het hotel afgegleden naar het centrum van de internationale drugswereld. Van dat geld zijn ook de verbouwingen betaald. Directeur Van Beuningen heeft na de moord op Van Ravestein de leiding naar zich toe getrokken. Hij kan zelfs achter de moord zitten. Ze waren met zijn vieren, Arnold van Beuningen, Van Ravestein, Teijsterling en Donkersloot. Laatstgenoemde was weliswaar een vredestichter binnen de groep, maar hij wilde zich terugtrekken. Arnold van Beuningen stelde op sommige dagen persoonlijk het menu op. Dat zouden dan evenzo veel aanwijzingen in code zijn voor zijn handlangers. De Cock vraagt zich hardop af of hij nu via een menu de opdracht tot een moord à la carte op het spoor is. Maar Pieter Valenkamp herkent de voorkant van het gevonden menu in Rotterdam als een gewone menukaart. De speciale menu's met opdracht worden een dag later vernietigd. De jonge en mooie Annelies Breitenbach meldt zich bij de rechercheurs. Ze was jarenlang de vriendin van Frederik van Ravenstein, die ze wegens hun beider Duitse achtergrond Friedrich noemde. Na zijn dood heeft ze zijn villa in Blaricum toegewezen gekregen. Ze beschuldigt Adelbert Teijsterling van de moord op Friedrich. Adelbert zat opzichtig achter haar aan. Zelf heeft ze een FN 9. Friedrich had een oude Sauer 7,6 mm. Na haar vertrek komen de twee rechercheurs in een uitgebreide discussie terecht, die door de wachtcommandant wordt onderbroken. Achter het Centraal Station ligt een vermoorde man. De twee rechercheurs vinden Arnold van Beuningen met drie kogels in de borst. Annelies Breitenbach noemde hem ‘Fatman’. En dat blijkt terecht omdat ze met zijn vieren het lijk naar de ambulance moeten sjouwen. De twee geroutineerde ambulancebroeders kunnen het deze keer niet samen af.
De volgende ochtend moet Dick Vledder naar de sectie en De Cock naar commissaris Buitendam. Er is een competentiestrijd met de Narcotica-afdeling. De Cock dreigt zelf steun te gaan zoeken bij de nieuwe officier van justitie mr. Medhuizen, die De Cock nog wel iets verschuldigd is. Buitendam vindt dat De Cock rommelt. Laatstgenoemde riposteert dat hij rechercheert, al jaren. Dit feit schijnt zijn chef niet te zijn opgevallen. De Cock wordt hierna de kamer uitgestuurd. Dick Vledder komt terug met een 7,6 mm Sauer-kogel uit het lijk van Fatman. De stand van zaken wordt door de twee rechercheurs uitgebreid geanalyseerd. Annelies Breitenbach en Adelbert Teijsterling komen als verdachten naar voren. Maar hun gesprek wordt onderbroken door Gert-Jan van Brunschoten. Wegens ziekte van een winkelmeisje moest hij een paar dagen in de winkel werken. Maar vanmiddag heeft hij kunnen snuffelen in de boekencollectie en heeft een tweede menukaart gevonden. Met daarop de moord op Arnold van Beuningen. Dick Vledder grist het document uit de handen van zijn collega, wanhopig. Bij nadere bestudering klopt de tekst redelijk en lijkt ook wel op die van het eerste menu. De locatie Centraal Station komt overeen maar het feit dat het lijk in het IJ is gedumpt, klopt niet. De Cock had wel sleepsporen op de plaats delict gezien en meent dat het lijk domweg te zwaar was. Na ampele discussie besluit De Cock dat ze naar Bussum gaan. De vierde man Adelbert Teijsterling woont er aan de Brediusweg.
In zijn eigen huis beschuldigt De Cock Adelbert lid te zijn van een viermanschap dat drugs financiert. Drie van de vier leden zijn dood en Adelbert zou het volgende slachtoffer kunnen zijn. Laatstgenoemde ontkent alles en biedt het bezoek cognac van het merk Rémy Martin aan. Hij is niet onder de indruk van De Cock die hem voor liquidatie wil behoeden. De moordenaar is Annelies Breitenbach en die heeft haar doel inmiddels bereikt. Haar bestemming is Pieter Valenkamp, de bedrijfsleider van De Poort van Eden. Dick Vledder vindt nu dat De Cock nu echt moet gaan inbreken. Aan de Schapendrift in Blaricum woont Annelies. Een inbraak is echter niet nodig want de voordeur gaat zonder sleutel open. Ze betrappen er Erik van Ravensteijn, die er geld zoekt. Hij heeft er vroeger met zijn moeder en jongere broer gewoond en hij heeft nog een sleutel. De Cock neemt de sleutel meteen in beslag. Erik vertelt dat zijn moeder altijd een ruime maandelijkse uitkering kreeg, maar die stopte bij de dood van zijn vader. Annelies blijkt rechtmatig in de villa te wonen, maar het totale enorme vermogen is zoek. Tot zijn eigen verbazing wordt Erik thuisgebracht bij zijn moeder aan de Churchillaan te Amsterdam. De Cock legt hem uit dat ze elkaar nooit hebben gezien en zo hoeft hij ook niets van de insluiping te rapporteren.
Terug aan het politiebureau zit Agatha van Alphen op de twee rechercheurs te wachten. Ze had eerder die dag de twee Amsterdammers in de villa aan de Brediusweg te Bussum als dienstbode ontvangen. Maar ze is ook de vaste vriendin van de heer des huizes, Adelbert. Laatstgenoemde is nu onderweg naar een afspraak en zal daar vermoord worden. Na een discussie over het recherchebezoek is hij er met zijn pistool vandoor gegaan, na Agatha te hebben opgesloten in de slaapkamer. Ze is door een raam ontsnapt en met haar Fiat Ritmo zijn felrode Mitsubishi Starion tevergeefs achterna gereden. De volgende ochtend zit De Cock thuis met moeie voeten in een teiltje water. Dick Vledder ontbiedt hem naar het politiebureau want de Volkswagen Golf mag naar Meppel. Het bejaardenoord ‘Reestoord’ aan de Zuiderlaan 134 is het nieuwe adres van weduwe Donkersloot. Deze informatie komt van hun Rotterdamse leerling-rechercheur Gert-Jan van Brunschoten na een kort buurtonderzoek. In Meppel worden ze vol begrip ontvangen door de weduwe Donkersloot. Het voorbije leven van haar man geeft alle reden voor onderzoek. Ze vertelt openhartig dat haar man als Spaanstalig lid van het viertal zaken deed in Zuid-Amerika. Hij ergerde zich daar aan de overmatige weelde van de cocaïnehandelaren en de armoede van de bevolking. Uit eigen zak begon hij hulporganisaties ter plaatse. Bovendien gaf hij te kennen dat hij ging stoppen met de handel. Zijn zakenpartners zette hem dermate onder druk dat hij ten slotte aan een hartaanval stierf. De Cock confronteert de weduwe nu met de menukaart met de moordbekentenis. De weduwe valt ter plekke flauw.
Op de terugweg naar Amsterdam meldt De Cock dat hij zekerheid wilde over het handschrift. Hij beseft dat hij weinig tijd heeft. Boven bij de recherchekamer zit een boze Annelies Breitenbach te wachten. Adelbert Teijsterling bazuint overal rond dat zij de twee moorden heeft gepleegd. Ze bekent dat bedrijfsleider Pieter Valenkamp haar geliefde is. Laatstgenoemde heeft haar pistool de FN 9mm bemachtigd en wil Adelbert omleggen, maar hij is geen partij voor hem. Ze vraagt De Cock om in te grijpen. Het oude Sauer-pistool is met Friedrich mee verdwenen. Na het vertrek van Annelies vraagt de Cock Vledder om Appie Keizer en Fred Prins in te schakelen. Ze moeten dat pistool in beslag nemen bij Pieter Valenkamp. Desnoods arresteren ze hem voor verboden wapenbezit. Vlak daarna meldt de surveillancedienst dat ze in het westelijk Havengebied een rode Mitsubishi Starion hebben gesignaleerd. De Volkswagen Golf kan zich nu in het Havengebied gaan bewijzen. Maar de kruistocht door het Havengebied is het zoeken naar een speld in de hooiberg. Toen ze de Mitsubishi eindelijk vonden, had de schietpartij al plaatsgevonden. De Cock treft naast de auto de dode Adelbert aan. Tot hun verbazing vinden ze dertig meter verderop een zwaargewonde man met een Sauer 7,6 mm. Het is de Rotterdamse neef Evert-Hendrik Waterman. De dienstdoende agent denkt dat de Mitsubishi-rijder als eerste is gaan schieten, omdat bij hem de kogels in de rug zitten.
De Cock legt thuis het ingewikkelde verhaal uit aan Dick Vledder en de rechercheurs Fred Prins en Appie Keizer, die deze keer niet hebben kunnen deelnemen aan de gebruikelijke valstrik. Ze hebben wel zonder problemen het vuurwapen meegekregen van de bedrijfsleider van De Poort van Eden. De Cock meldt dat Evert-Hendrik Waterman inmiddels overleden is, maar hij heeft hem lang genoeg kunnen spreken om de zaak helder te krijgen. De Cock drinkt de cognac deze keer op het einde van het syndicaat van De Poort van Eden. Frederik van Ravenstein was de leider, maar langzaam aan werd de Rotterdamse volksjongen Hendrik-Pieter Donkersloot meer en meer onmisbaar. Laatstgenoemde wilde eerst alleen maar veel geld verdienen. Maar door zijn reizen naar Zuid-Amerika veranderde zijn houding en ging hij ter plekke welzijnswerk doen. Zijn neef Evert-Hendrik Waterman streefde hetzelfde doel na en kwam zo in contact met Frederik van Ravenstein. Toen hij geld vroeg voor liefdadigheid beschouwde Frederik dit als chantage. Hij besloot hem op een afgesproken plek te liquideren. Maar de al wat oudere Friedrich moest het afleggen tegen de jonge Rotterdammer en raakte zijn Sauer-pistool aan hem kwijt. Toen hij met een huurmoordenaar dreigde schoot Evert-Hendrik Waterman hem dood met zijn eigen pistool en dumpte hem in de Prinsengracht. Toen zijn neef de moord aan zijn oom bekende, veranderde die zijn plannen. Het geld van het syndicaat verdween naar Zuid-Amerika en hij besloot Arnold en Adelbert ook te liquideren. Hij schreef bekentenissen van de gepleegde moord en de twee die nog moesten volgen. Zo zou hij zijn neef vrijpleiten. Zelf wilde hij na plastische chirurgie in Zuid-Amerika gaan leven. Zijn onverwachte dood maakte alles nog ingewikkelder. Neef Waterman ging echter door met moorden om het verduisterde geld veilig te stellen. Adelbert Teijsterling was bijtijds gewaarschuwd, maar was niet koelbloedig genoeg toen hij schoot. Hij werd zelf terug in de rug geschoten. Aan het eind van de avond besluit De Cock zijn dossier naar de Narcoticabrigade te sturen. Zij onthielden de Warmoesstraat hun dossier inzake Frederik van Ravenstein. De grijze rechercheur stuurt hun nu zijn complete werk.